# Onyega (település)
Onyega (oroszul: Онега) város Oroszország Arhangelszki területén, az Onyegai járás székhelye.
Lakossága: 21 359 fő (a 2010. évi népszámláláskor).

## Fekvése
Az Arhangelszki terület nyugati részén, Arhangelszktől 263 km-re délnyugatra, az Onyega folyó jobb partján, a torkolat közelében fekszik. Vasútállomás, az Obozerszkij–Belomorszk vasútvonalból kiinduló szárnyvonal végállomása. A torkolat jobb parti részén épült tengeri kikötő főként teherforgalmat bonyolít le. Télen, november elejétől májusig zárva tart.
A bal parton is vannak kisebb városrészei (Ponyga, az azonos nevű mellékfolyó torkolatánál), ahová nyáron komppal, télen a befagyott folyón kijelölt átkelőhelyen lehet átjutni. Környékén, főként a folyó menti falvakban az északi faépítészet számos emléke maradt fenn.

## Története
A novgorodiak 14. században alapított Uszty-Onyega nevű településének helyén jött létre. A 17. században az Onyegai-öböl Kij szigetén alapított Kresztnij-kolostor birtoka lett és 1764-ig az is maradt. 1780-ban városi rangot kapott, 1784-ben az Arhangelszki kormányzóságban ujezd székhelye lett. Tengeri kikötője II. Katalin orosz cárnő rendeletére nyílt meg 1781-ben. A 20. század elejéig az északnyugati régió legnagyobb kikötői közé tartozott. A városban sok évtizeden át hajóépítés is folyt, de az 1870-es évektől kezdve egyre csökkenő mértékben. 
Az Obozerszkij–Belomorszk vasútvonal és az Onyegába leágazó 27 km-es szárnyvonal 1939-től kezdve épült (a szovjet-finn háború idején az építkezés szünetelt) és 1941 szeptemberében indult meg rajta a forgalom. Mint a kor sok más létesítményén, ezen a vonalon is zömmel a Gulag lágerhálózat rabjai dolgoztak.

## Gazdaság
Jelentős faátrakodó állomás, a fakereskedelem és faexport régi városa. Faipari központ, nagy fűrészipari és fafeldolgozó kombináttal. Hidrolízisüzemének építése 1939-ben kezdődött, majd a háború után folytatódott és 1954-ben fejeződött be. A környezetszennyező és egészségre is ártalmas termelést a 21. század elején végleg beszüntették.